# 崔彧 (元朝)
崔彧（13世纪—1298年），元朝大臣，表字文卿，小字拜帖木儿，弘州（今河北省阳原县）人，元成宗时中书平章政事。
至元十九年（1282年）除担任集贤侍读学士，转任御史中丞，为人刚直敢言。至元二十年（1283年）上疏奏时政十八事，请求元世祖革除弊政、严明赏罚，罢东征日本。次年，因为弹劾卢世荣不可担任宰相，于是元世祖被罢职。至元二十三年（1286年）加集贤大学士、同佥枢密院事。出为甘肃行中书省右丞。至元二十八年（1291年）,召为中书右丞，他和平章政事麦术丁奏请革除桑哥秉政时的弊政，严究他的余党。大德元年（1297年），兼领侍仪司事。大德二年（1298年），升任为中书平章政事，崔彧去世后，谥号忠肃。崔彧是散曲作家，《阳春白雪》载其名。

## 延伸阅读
[在维基数据编辑]
 《元史/卷173》，出自宋濂《元史》